# Biclavigera fontis
Biclavigera fontis là một loài bướm đêm trong họ Geometridae.